# خط زمني لتاريخ اليمن
التسلسل الزمني لتاريخ اليمن، يتضمن التغييرات القانونية والإقليمية الهامة والأحداث السياسية في اليمن ودولها السابقة.
للاطلاع على تفاصيل هذه الأحداث انظر تاريخ اليمن. انظر أيضا قائمة ملوك اليمن وقائمة أئمة اليمن ورؤساء اليمن.
| القرون: : 25 ق.م · 24 ق.م · 23 ق.م · 22 ق.م · 21 ق.م · 20 ق.م · 19 ق.م · 18 ق.م · 17 ق.م · 16 ق.م · 15 ق.م · 14 ق.م · 13 ق.م · 12 ق.م · 11 ق.م · 10 ق.م · 9 ق.م · 8 ق.م · 7 ق.م · 6 ق.م · 5 ق.م · 4 ق.م · 3 ق.م · 2 ق.م · 1 ق.م |

## القرن 25 قبل الميلاد
| السنة    | التاريخ | الحدث |
| -------- | ------- | --- |
| 2500 ق.م |         | حركة القبائل القديمة شمالا وجنوبا. سكن الأكاديون والعماليق شمال شبه الجزيرة العربية بينما قطن قحطان وعاد الجنوب. |

## القرن 24 قبل الميلاد
كانت ملكة الحبشة في ذلك الزمان هي الملكة جيرساموت هنديكه

## القرن 23 قبل الميلاد
| السنة    | التاريخ | الحدث                              |
| -------- | ------- | ---------------------------------- |
| 2300 ق.م |         | اتحدت قبائل الجنوب تحت لواء قحطان. |

## القرن 21 قبل الميلاد
| السنة    | التاريخ | الحدث                               |
| -------- | ------- | ----------------------------------- |
| 2100 ق.م |         | استوطن عاد عُمان إلى الشرق من قحطان. |

## القرن 20 قبل الميلاد
| السنة    | التاريخ | الحدث                                                                          |
| -------- | ------- | ------------------------------------------------------------------------------ |
| 2000 ق.م |         | بدأ القحطانيون ببناء سدود صغيرة وقنوات وهو ما سيشكل النواة لما سيعرف بسد مأرب. |

## القرن 19 قبل الميلاد
| السنة    | التاريخ | الحدث                                                                                         |
| -------- | ------- | --------------------------------------------------------------------------------------------- |
| 1900 ق.م |         | قبيلة جرهم القحطانية تلتقي بإسماعيل الذي من نسله يأتي عدنان الذي ينتسب إليه العرب العدنانيون. |

## القرن 17 قبل الميلاد
بدء مملكة ديدان أو مملكة ددن وهي مملكة عربية قديمة أقامتها قبائل معينية من ثمود في مدينة الحجر والعلا وواحة ديدان

## القرن 16 قبل الميلاد
| السنة    | التاريخ | الحدث |
| -------- | ------- | --- |
| 1600 ق.م |         | بدأ القحطانيون بالانتقال إلى سواحل تهامة، حيث تزدهر تجارتهم على طول ساحل البحر الأحمر. خلال هذه الفترة يبدؤون بإنشاء مستعمرات تجارية صغيرة في شرق أفريقيا. |

## القرن 12 قبل الميلاد
| السنة    | التاريخ | الحدث                                                                  |
| -------- | ------- | ---------------------------------------------------------------------- |
| 1200 ق.م |         | طبقة المكربين السبئيين تبدأ حكمها في جنوب الجزيرة وبعض من شرق أفريقيا. |

## القرن 11 قبل الميلاد
| السنة    | التاريخ | الحدث                                                |
| -------- | ------- | ---------------------------------------------------- |
| 1100 ق.م |         | عهد الملكة بلقيس التي ذكرت في الكتاب المقدس والقرآن. |

## القرن التاسع قبل الميلاد
| السنة   | التاريخ | الحدث                                                                   |
| ------- | ------- | ----------------------------------------------------------------------- |
| 900 ق.م |         | ظهور الأبجدية الفينيقية سانحة الفرصة في تسطير التاريخ بدءً من هذا العهد. |

## القرن الثامن قبل الميلاد
| السنة   | التاريخ                                                                  | الحدث                                                                                      |
| ------- | ------------------------------------------------------------------------ | ------------------------------------------------------------------------------------------ |
| 800 ق.م |                                                                          | أسست مملكة معين عاصمتها براقش. في نفس هذا القرن، بنا السبئيون عاصمتهم على حافة جبال صرواح. |
| 800 ق.م | ظهرت كل من قتبان وحضرموت كقطاعين تابعين لمملكة سبأ شرق اليمن.            |                                                                                            |
| 800 ق.م | ظهور أمّة مستقلة اسمها أوسان، ما لبثت أن أصبحت تحت سيطرة القتبانين جزئياً. |                                                                                            |
| 719 ق.م |                                                                          | الانتهاء من تشييد معبد مأرب.                                                               |
| 718 ق.م |                                                                          | نشوب حرب بين معين وسبأ.                                                                    |
| 716 ق.م |                                                                          | سبأ تؤمن حدودها مع معين وتنقل عاصمتها إلى مأرب.                                            |
| 715 ق.م |                                                                          | سبأ تتحكم بخط التجارة وتبدأ علاقات دبلوماسية مع آشور.                                      |
| 715 ق.م | الانتهاء من بناء سد مأرب.                                                |                                                                                            |

## القرن السابع قبل الميلاد
| السنة   | التاريخ | الحدث                                                                                         |
| ------- | ------- | --------------------------------------------------------------------------------------------- |
| 700 ق.م |         | بنى القتبانيون تمنع وثاروا على سلطة سبأ.                                                      |
| 675 ق.م |         | كرب إيل وتر يهزم التمرد ويسيطر على جنوب شبه الجزيرة العربية بأكملها ويجعلها تحت حكم السبئيين. |

## القرن السادس قبل الميلاد
| السنة   | التاريخ | الحدث                                                   |
| ------- | ------- | ------------------------------------------------------- |
| 600 ق.م |         | ازدهار حضارة سبأ وتوسعها على البحر الأحمر وشرق أفريقيا. |

## القرن الخامس قبل الميلاد
| السنة   | التاريخ                                        | الحدث           |
| ------- | ---------------------------------------------- | --------------- |
| 500 ق.م |                                                | انهيار سد مأرب. |
| 500 ق.م | معاناة سبأ من الجفاف والثورات.                 |                 |
| 500 ق.م | استقلال كل من معين، قتبان وحمير مع نهاية القرن |                 |

## القرن الرابع قبل الميلاد
| السنة   | التاريخ | الحدث                                                     |
| ------- | ------- | --------------------------------------------------------- |
| 370 ق.م |         | مهاجمة قبائل قتبان لمسقط واختلاط الجنس القحطاني بقوم عاد. |

## القرن الثاني قبل الميلاد
| السنة   | التاريخ | الحدث                      |
| ------- | ------- | -------------------------- |
| 110 ق.م |         | ثورة مملكة حمير على قتبان. |

## القرن الأول قبل الميلاد
| السنة   | التاريخ | الحدث                                                                                       |
| ------- | --- | ------------------------------------------------------------------------------------------- |
| 100 ق.م | | بقايا قبائل جرهم في نجد والحجاز توحد أنسابها تحت نزار بن معد بن عدنان وبروز اسم العدنانيون. |
| 100 ق.م | ذبول معين تدريجياً مع سيطرة الرومان على طرق التجارة البحرية في الوقت الذي توسعت فيه مملكة حمير.                                        |                                                                                             |
| 100 ق.م | ما تبقى من قبيلة جرهم القحطانية من الحجاز ونجد دمجوا نسبهم تحت نزار بن معد بن عدنان، ومن هذه النقطة أصبحت عدنانية.                    |                                                                                             |
| 100 ق.م | تحالفت مملكة حمير مع معظم القبائل القحطانية من المنخفضات والمرتفعات الوسطى، وضمت أغلب سبأ وجنوب مملكة قتبان، ولكن مملكة حضرموت صدتهم. |                                                                                             |
| 25 ق.م  | | نشوب حرب أهلية سبئية مودية بتقسيم سبأ إلى دويلتين صغيرتين قرب العاصمة مأرب.                 |

## القرن الأول
| السنة | التاريخ | الحدث                                                                                              |
| ----- | --- | -------------------------------------------------------------------------------------------------- |
| 100   | | طغت مملكة أكسوم على شرق أفريقيا واستولت على المستعمرات وطرق التجارة السبئية بينما ازداد نفوذ حمير. |
| 100   | تبقى قبائل كهلان الوحيدة التي لا تزال موالية للدولة الصابئة في مأرب، قبائل كهلان تحاصر إلى المنطقة الواقعة بين صنعاء ومأرب في شمال اليمن. | |

## القرن الثاني
| السنة | التاريخ | الحدث                    |
| ----- | --- | ------------------------ |
| 200   | | استيطان اليهود في اليمن. |
| 200   | استيلاء حمير على معظم قتبان. |                          |
| 200   | استيلاء حمير على ولاية مأرب السبئية. |                          |
| 200   | بعد الخسارة من مأرب سبأ كهلان أزد، همدان، مناذرة، تاي اتجهت شمالا باستثناء حاشد وبكيل قبائل همدان من Gurat سبأ ومملكة كندة في صحراء رملة. |                          |

## القرن الثالث
| السنة | التاريخ                                    | الحدث                                                                           |
| ----- | ------------------------------------------ | ------------------------------------------------------------------------------- |
| 211   |                                            | تحالف حضرموت مع مملكة قتبان تهاجم حمير من الغرب وأكسوم من الشرق.                |
| 217   |                                            | استولى مملكة أكسوم على ظفار عاصمة حمير.                                         |
| 221   |                                            | استولت حضرموت على قتبان وبلغت أوج قوتها.                                        |
| 222   |                                            | مملكة أكسوم تحاول السيطرة على حضرموت من الساحل.                                 |
| 225   |                                            | استولت حضرموت على عاصمة سبأ وحمير مستغلة الصراعات بينهما.                       |
| 227   |                                            | تحالفت سبأ وحمير واستعادتا ظفار من مملكة أكسوم.                                 |
| 229   |                                            | سيطرة الحميريون على جنوب تهامة.                                                 |
| 229   | طرد الكهلاني عمران بن الأزد الفرس من عمان. |                                                                                 |
| 231   |                                            | الكهلاني جفنة بن الأزد يستقر في سوريا والمناذرة يستقروا في بلاد ما بين النهرين. |
| 280   |                                            | حمير تسيطر على آخر جيب سبئي وتضمها إلى مملكتها.                                 |
| 300   |                                            | استولى الحميريون على مملكة حضرموت وتوسعوا حتى عمان.                             |

## القرن الرابع
| السنة | التاريخ | الحدث                                                                    |
| ----- | ------- | ------------------------------------------------------------------------ |
| 320   |         | استولى الحميريون على سقطرى.                                              |
| 325   |         | شيخ مملكة كندة Malikum من الرملة في اليمن يتحالف مع قبائل نجد العدنانية. |
| 390   |         | ملك مملكة حمير يعتنق اليهودية وتنتشر اليهودية في اليمن.                  |

## القرن الخامس
| السنة | التاريخ                                                                                                  | الحدث |
| ----- | --- | --- |
| 425   | | تعيين حمير آكل المرار كأول حجري لمستعمراتها الشمالية الكندية.                                                 |
| 480   | | عمرو المنصور بن حجر يترقى إلى ملك (تابع لحمير) ويضع الجزء الشمالي من شبه الجزيرة العربية تحت سيطرة الحميريين. |
| 500   | | انتشرت الديانة المسيحية في نجران وتهامة.                                                                      |
| 500   | رحل اليهود من يثرب إلى حمير أملاً منهم في دعوة قبائل حمير لاعتناق اليهودية ونجحوا في ذلك ما عدا في نجران. | |

## القرن السادس
| السنة | التاريخ | الحدث |
| ----- | ------- | --- |
| 523   |         | الملك ذو نواس يعتنق اليهودية، ويبدأ حملة لتحويل مملكة حمير إلى اليهودية                                                                             |
| 525   |         | هزم الأكسوميون المسيحيون ذا نواس واستولوا على حمير مستهلين عصراً جديدا تميز باضطهاد اليهود.                                                          |
| 570   |         | انهيار سد مأرب للمرة الثالثة والأخيرة متسبباً في هجرة القبائل اليمنية مرة أخرى. يشير القرآن ذلك معللا السبب بأنه عقوبة للسبئين لما أنكروا نعمة الله. |
|       |         | ذو يزن وقوات فارسية أجلت الأكسومين من اليمن. فيما بعد اغتال الفارسيون ذا يزن في محاولة فاشلة للسيطرة على اليمن.                                     |

## القرن السابع
| السنة | التاريخ | الحدث                            |
| ----- | ------- | -------------------------------- |
| 630   |         | توسع الخلافة الإسلامية في اليمن. |

## القرن التاسع
| السنة | التاريخ | الحدث                                                                        |
| ----- | ------- | ---------------------------------------------------------------------------- |
| 897   |         | انفصال اليمن عن الخلافة العباسية وبداية حكم الزيديين بداية من صعدة ثم صنعاء. |

## القرن الثاني عشر
| السنة | التاريخ | الحدث                        |
| ----- | ------- | ---------------------------- |
| 1173  |         | خضعت اليمن لسيطرة الأيوبيين. |

## القرن الثالث عشر
| السنة | التاريخ | الحدث                                                              |
| ----- | ------- | ------------------------------------------------------------------ |
| 1229  |         | سلالة الرسوليين أو الدولة الرسولية تحكم اليمن ومكة وظفار حتى 1453. |

## القرن السادس عشر
| السنة | التاريخ | الحدث                                            |
| ----- | ------- | ------------------------------------------------ |
| 1517  |         | العثمانيون يضمون جزءا من اليمن إلى امبراطوريتهم. |

## القرن السابع عشر
| السنة | التاريخ | الحدث                    |
| ----- | ------- | ------------------------ |
| 1635  |         | نفي العثمانيين من اليمن. |

## القرن التاسع عشر
| السنة | التاريخ | الحدث                                                                                             |
| ----- | ------- | ------------------------------------------------------------------------------------------------- |
| 1839  |         | عدن تخضع للحكم البريطاني، وتصبح ميناء رئيسي لتزويد السفن بالوقود بعد افتتاح قناة السويس عام 1869. |
| 1872  |         | العثمانيون يستردون شمال اليمن.                                                                    |

## القرن العشرين
| التاريخ     | السنة       | الحدث |
| ----------- | ----------- | --- |
|             | 1911        | استقلال شمال اليمن من الإمبراطورية العثمانية وتأسيس الإمام يحيى حميد الدين للمملكة المتوكلية اليمنية. |
|             | 1934        | اعتراف بريطانيا باستقلال اليمن في حدودها الشمالية، في مقابل تنازل الإمام يحيى حميد الدين عن عدن لبريطانيا. |
| فبراير      | 1948        | قيام «ثورة الدستور» واغتيال الإمام يحيى حميد الدين، وتولي نجله الحكم وقمع الثورة وإعدام قادتها. |
| مارس        | 1955        | قيام «إنقلاب 1955» بقيادة المقدم أحمد الثلايا ضد الإمام أحمد ومحاصرة قصره في تعز، والقبائل تهاجم المدينة وتفشل الإنقلاب وإعدام الثلايا وضباط الإنقلاب. |
| أبريل       | 1956        | اتفاقية جدة للدفاع المشترك بين مصر، والسعودية، واليمن. |
| فبراير      | 1958        | انضمام المملكة المتوكلية اليمنية إلى دولة الوحدة بين مصر وسورية. |
| يوليو       | 1959        | قيام «تمرد 1959 في اليمن» من عدد من مشائخ حاشد وقادة من الجيش ضد الإمام أحمد يحيى حميد الدين الذي كان يتعالج في إيطاليا، بدعم من نجله البدر، ولكن فشل التمرد بعد أن عاد الإمام أحمد من رحلته وألقى خطاب في الحديدة هدد فيه قادة الإنقلاب. |
| مارس        | 1961        | «محاولة اغتيال الإمام أحمد 1961» في مستشفى الحديدة يقوم بها الضباط الأحرار «العلفي - واللقية - والهندوانة». |
| 26 سبتمبر   | 1962        | تفجير «ثورة 26 سبتمبر» على أيدي «الضباط الأحرار» ضد الحكم الإمامي بمساعدة من مصر وقتل الإمام أحمد وقيام الجمهورية العربية اليمنية برئاسة عبد الله السلال. |
| 1962 - 1970 | 1962 - 1970 | حرب أهلية بين الجمهوريين الذين تساندهم مصر والملكيين الذين تساندهم السعودية. |
|             | 1963        | قيام ثورة 14 أكتوبر في جنوب اليمن ضد الاحتلال البريطاني. |
| 5 نوفمبر    | 1967        | انقلاب ضد المشير عبد الله السلال أثناء زيارته للعراق، وتشكيل مجلس رئاسي من ثلاثة أمناء، برئاسة القاضي عبد الرحمن الإرياني. |
| 1 ديسمبر    | 1967        | حشد الملكيين قواتهم، بقيادة الأمير محمد بن الحسين، في منطقة شرزه، جنوب شرق صنعاء، تمهيداً للهجوم عليها. |
| 10 ديسمبر   | 1967        | رحيل آخر القوات المصرية من اليمن. |
|             | 1967        | قيام دولة اليمن الجنوبي التي تضم عدن ومحمية الجنوب العربي السابقة، وهذه الدولة تعرف فيما بعد رسميا باسم جمهورية اليمن الديمقراطية الشعبية. وفي نفس العام تبدأ الدولة الجديدة برنامجا للتأميم. |
|             | 1971        | فرار آلاف اليمنيين إلى الشمال إثر حملة حكومية ضد المنشقين، وتشكيل جماعات مسلحة للاطاحة بالحكومة. |
|             | 1972        | اشتباكات حدودية في "حرب 1972 اليمنية" بين الجمهورية العربية اليمنية وجمهورية اليمن الديمقراطية الشعبية، والتوصل إلى إتفاق القاهرة 1972 لوقف إطلاق النار بوساطة الجامعة العربية. |
| 13 يونيو    | 1974        | انقلاب أبيض على القاضي الارياني وتولي السلطة مجلس عسكري مكون من سبعة عقداء برئاسة المقدم إبراهيم الحمدي. |
| 11 أكتوبر   | 1977        | اغتيال إبراهيم الحمدي. |
| 22 أبريل    | 1978        | انتخب أحمد حسين الغشمي بغالبية أصوات أعضاء المجلس رئيساً للجمهورية العربية اليمنية، وقائداً عاماً للقوات المسلحة، وعلى ذلك حل مجلس القيادة واستقالت الحكومة، وكلف عبد العزيز عبد الغني تشكيل حكومة جديدة. وفي يونيه قدم قائمة بأعضاء حكومته إلى الرئيس أحمد الغشمي للمصادقة عليها. وفي رسالته الموجهة إلى الحكومة الجديدة استعرض الرئيس الغشمي المشاكل، التي يجب على أعضاء الحكومة العمل على حلها. |
| 24 يونيو    | 1978        | اغتيال رئيس اليمن الشمالي أحمد الغشمي في اعتداء نسب إلى اليمن الجنوبي، والقاضي عبد الكريم العرشي رئيس البرلمان يتولى منصب الرئيس بالوكالة. |
| 27 يونيو    | 1978        | قادة الجمهورية العربية اليمنية (اليمن الشمالي) يتهمون عدن باغتيال الرئيس أحمد حسين الغشمي. ويتقدمون بطلب إلى جامعة الدول العربية يدعوها إلى عقد اجتماع استثنائي لمجلس الجامعة؛ لبحث مسألة اغتيال الرئيس أحمد حسين الغشمي. كما أرسلوا بمذكرات إلى رؤساء حكومات الدول العربية تشرح ظروف الاغتيال. |
| 1 يوليو     | 1978        | تقدم عبد الله الأصنج، وزير خارجية الجمهورية العربية اليمنية بمقترح إلى مجلس جامعة الدول العربية المنعقد على مستوى وزراء الخارجية، يدعو فيه إلى اتخاذ العقوبات السياسية والاقتصادية في حق جمهورية اليمن الديمقراطية الشعبية. |
| 4 يوليو     | 1978        | طالبت حكومة الجمهورية العربية اليمنية، بحضور اللجنة العسكرية لمجلس جامعة الدول العربية؛ بهدف التعرف على الوضع في مناطق الحدود مع جمهورية اليمن الديمقراطية الشعبية. وفي الوقت نفسه، عبرت عن رفضها لأي وساطة، عربية أو أجنبية، بين عدن وصنعاء. |
| 17 يوليو    | 1978        | انعقدت الجلسة الاستثنائية لمجلس الشعب التأسيسي، والذي اقترح فيها رئيس المجلس عبد الكريم العرشي انتخاب عضو مجلس الرئاسة المؤقت نائب القائد العام رئيس هيئة الأركان العامة للقوات المسلحة، المقدم علي عبد الله صالح رئيساً للبلاد. وأقر هذا الاقتراح بالإجماع. وتولي علي عبد الله صالح السلطة. |
| 18 يوليو    | 1978        | أعلن علي عبد الله صالح في خطابه، الذي ألقاه، أن القيادة الجديدة للجمهورية العربية اليمنية ستعمل من أجل الحفاظ على مبادئ وأهداف ثورة 26 سبتمبر 1962 المعادية للملكية، وحركة 13 يونيو التصحيحية، وضرورة السير في طريق الحرية والديمقراطية، ودعم الحركة التعاونية، والسير قدماً على طريق بناء الدولة المركزية اليمنية الحديثة. وفي ميدان السياسة الخارجية أعلن علي عبد الله صالح دعمه الحاسم لقضية الشعب الفلسطيني العادلة، والالتزام بميثاق جامعة الدول العربية، ومنظمة الأمم المتحدة. |
| 4 أكتوبر    | 1978        | محاولة انقلاب 1978 في اليمن الشمالي نفذها مجموعة من الضباط العسكريين، ولكنها تفشل، ويتم القبض على أعضائها. |
| 17 ديسمبر   | 1978        | المجلس الأعلى للشعب ينتخب عبد الفتاح إسماعيل رئيساً للمجلس الرئاسي في اليمن الجنوبي. |
| 6 يناير     | 1979        | زيارة علي ناصر محمد رئيس وزراء اليمن لإثيوبيا لدعم العلاقات بين البلدين. |
| 11 يناير    | 1979        | أكد متحدث باسم الجبهة الوطنية المتحدة لجنوب اليمن أنباء تصاعد الخلافات بين جناحي السلطة في عدن وبين أنصار عبد الفتاح إسماعيل ومؤيدي علي ناصر محمد في أربع محافظات باليمن الجنوبية. |
|             | 1979        | تجدد القتال في «حرب 1979 اليمنية» بين شمال اليمن وجنوبة، وتجدد الجهود لتوحيد البلدين. |
| 28 فبراير   | 1979        | نجاح مساعي ممثلي العراق وسورية والأردن في التوصل إلى اتفاق لوقف إطلاق النار بين شطري اليمن. |
| 4 مارس      | 1979        | انعقاد الدورة الاستثنائية لمجلس جامعة الدول العربية على مستوى وزراء الخارجية لمدة 3 أيام، وبيان بتأييد اتفاق وقف إطلاق النار بين شطري اليمن. وتشكيل لجنة للمراقبة من وزراء خارجية ست دول عربية، إضافة إلى الأمين العام للجامعة. واقتراح بلقاء بين زعيمي الدولتين، بهدف تحسين العلاقات. |
| 16 مارس     | 1979        | تم الاتفاق على جدول زمني للفصل بين قوات شطري اليمن وإخلاء منطقة الحدود من كافة أنواع الأسلحة في اجتماع عقده رئيسا هيئة الأركان في دولتي اليمن بحضور ممثلي جامعة الدول العربية واللجنة العسكرية التابعة لها. |
| 26 مارس     | 1979        | مصادمات واشتباكات واسعة بين قوات اليمن الشمالي واليمن الجنوبي، واشتداد حدة التوتر في المناطق الحدودية. الجمهورية العربية اليمنية تطلب من جامعة الدول العربية التوسط لتهدئة الوضع. |
| 28 مارس     | 1979        | بدأت في الكويت المحادثات بين رئيس الجمهورية العربية اليمنية علي عبد الله صالح، ورئيس هيئة رئاسة مجلس الشعب الأعلى في جمهورية اليمن الديمقراطية الشعبية عبد الفتاح إسماعيل، والذي توج بالتوقيع على بيان الوحدة اليمنية. ووفقاً للاتفاق، الذي تم التوصل إليه، شكلت اللجنة الدستورية المشتركة وكلفت بمهمة وضع مشروع الدستور الجديد. كما شكلت أيضاً عدة لجان منها لجنة العلاقات الخارجية، واللجنة الاقتصادية والمالية، واللجنة التشريعية، ولجنة الإعلام والثقافة، واللجنة العسكرية، واللجنة الصحية، واللجنة الإدارية. إن سياسة تحسين العلاقات بين الدولتين اليمنيتين لقيت الدعم والتأييد من قبل القوى الوطنية في الجمهورية اليمنية. |
| 29 مارس     | 1979        | انسحاب القوات المسلحة في الجانبين اليمن الشمالي والجنوبي بموجب اتفاق وقع في اليوم نفسه بين الجانبين في الكويت لإنهاء النزاع الحدودي قضى هذا الاتفاق بتوحيد البلدين في "جمهورية اليمن الشعبية" وعاصمتها صنعاء من دون تحديد مهلة لتحقيق ذلك، وتشكيل لجنة لإعداد دستور اليمن الموحد.. |
|             | 1982        | زلزال ذمار 1982 يودي بحياة 3000 يمني في ذمار |
|             | 1986        | مقتل آلاف اليمنيين الجنوبيين في حرب 1986 بهدف التنافس على السلطة، والرئيس علي ناصر محمد يفر من البلاد وتشكيل حكومة جديدة في البلاد. |
|             | 1990        | قيام الوحدة بين شطري اليمن باسم الجمهورية اليمنية. |
| أبريل       | 1993        | تشكيل حكومة ائتلافية من الحزبين الحاكمين في دولتي اليمن الشمالي واليمن الجنوبي السابقتين. |
| أغسطس       | 1993        | نائب الرئيس علي سالم البيض ينسحب إلى عدن ويقول إن الجنوب صار مهمشا وإن الجنوبيين يتعرضون لهجمات من قبل الشماليين. |
|             | 1994        | جيشا دولتي الشمال والجنوب السابقتين، واللذان فشلا في الاندماج، يتجمعان في الحدود السابقة مع تدهور العلاقات بين القادة الشماليين والجنوبيين. |
| مايو        | 1994        | الرئيس صالح يعلن حالة الطوارىء ويقيل البيض ومسؤولين جنوبيين آخرين إثر تعثر المفاوضات وبداية القتال المتقطع بين الجانبين. |
| 21 مايو     | 1994        | البيض يعلن الاستقلال، وصالح يصف هذا الإعلان بأنه غير قانوني. |
|             | 1994        | قيام حرب 1994 الأهلية في اليمن والقوات الشمالية تسيطر على عدن في يوليو، وقائد الانفصاليين يفر خارج البلاد ويحكم عليه بالإعدام غيابيا. |
|             | 1995        | قيام مواجهات يمنية إرترية بشأن السيادة على مجموعة جزر في البحر الأحمر. |

## القرن الحادي والعشرين
| السنة | التاريخ       | الحدث |
| ----- | ------------- | --- |
| 2000  | أكتوبر        | انفجار قنبلة في السفارة البريطانية، واليمنيون الأربعة الذين نفذوا الهجوم يقولون إنهم قاموا به تضامنا مع الفلسطينيين. |
| 2001  | فبراير        | أعمال عنف تسبق استفتاء على تعديلات على الدستور، حيث أظهرت النتائج موافقة المواطنين على تمديد فترة رئاسة البلاد. |
| 2001  | نوفمبر        | الرئيس صالح يزور الولايات المتحدة ويقول لنظيره الأمريكي جورج بوش إن بلاده شريكة في الحرب ضد الإرهاب. |
| 2002  | فبراير        | السلطات اليمنية تطرد أكثر من 100 عالم ديني إسلامي أجنبي بينهم بريطانيون وفرنسيون في حملة ضد الإرهاب والأفراد الذين يشتبه في انتمائهم لتنظيم القاعدة.                                                                     |
| 2002  | أكتوبر        | تدمير الناقلة البحرية (لامبيرج ليدي) قبالة السواحل اليمنية وإلقاء اللوم على تنظيم القاعدة. |
| 2003  | أبريل         | المشتبه بهم العشرة في تفجير المدمرة الأمريكية (يو اس اس كول) يفرون من سجن في عدن. |
| 2004  | مارس          | إعادة إلقاء القبض على اثنين من المتهمين بالتخطيط لتفجير (يو اس اس كول). |
| 2004  | يونيو - أغسطس | القوات الحكومية تحارب مؤيدي رجل الدين حسين الحوثي في شمال البلاد، وتقديرات القتلى تختلف اختلافا كبيرا ما بين 80 إلى 600. انظر نزاع صعدة                                                                                  |
| 2004  | أغسطس         | محكمة يمنية تصدر أحكاما على 15 رجلا في تهم تتعلق بالإرهاب بما في ذلك تفجير الناقلة (لامبيرج ليدي). |
| 2004  | سبتمبر        | الحكومة تقول إن قواتها قتلت حسين الحوثي قائد التمرد في شمال البلاد. |
| 2005  | مارس - أبريل  | أكثر من 200 شخص يلقون حتفهم في تجدد القتال بين القوات الحكومية والحوثيين. انظر نزاع صعدة |
| 2005  | مايو          | الرئيس اليمني يقول إن قائد الحوثيين وافق على ترك التمرد مقابل العفو عنه، لكن بعض الاشتباكات ظلت مستمرة على الرغم من ذلك.                                                                                                 |
| 2005  | يوليو         | مقتل 36 شخصا على الأقل في مواجهات بين الشرطة والمتظاهرين المحتجين على تقليص إعانات الوقود. |
| 2005  | ديسمبر        | مقتل أكثر من 60 شخصا في انزلاق أرضي في قرية الظفير في مديرية بني مطر على بعد 20 كيلو متر من صنعاء. |
| 2006  | مارس          | إطلاق سراح أكثر من 600 من الحوثيين الذين ألقي القبض عليهم عام 2004، وذلك في إطار عفو حكومي. |
| 2006  | سبتمبر        | الرئيس صالح يفوز بدورة رئاسية جديدة. |
| 2007  | يناير - مارس  | مقتل العشرات في مواجهات بين القوات الأمنية والحوثيين شمال البلاد. انظر نزاع صعدة |
| 2007  | يونيو         | زعيم المتمردين عبد الملك الحوثي يقبل وقف إطلاق النار. |
| 2007  | يوليو         | انتحاري يهاجم قافلة سياح في محافظة مأرب فيقتل ثمانية إسبان ويمنيين. |
| 2007  | أغسطس         | منع المواطنين من حمل السلاح في صنعاء وتجريم التظاهر من دون إذن. |
| 2007  | أكتوبر        | ثورة بركان في جزيرة جبل الطير في البحر الأحمر، حيث توجد قاعدة للجيش اليمني. |
| 2007  | نوفمبر        | مصرع 16 شخصا في مواجهات بين مسلحين قبليين وجنود الجيش الذين يحرسون شركة نفط أوكرانية في محافظة شبوة جنوب شرق البلاد. |
| 2008  | يناير         | تجدد المواجهات بين القوات الأمنية والمتمردين الحوثيين. انظر نزاع صعدة |
| 2008  | أبريل         | اليمنيون الجنوبيون يتظاهرون ضد ما يعتبرونه انحيازا حكوميا لصالح الشمال في التعيين في وظائف الدولة، والمواجهات مع قوات الأمن تسفر عن مقتل شخص واحد. انظر الحراك الجنوبي                                                   |
| 2008  | مارس - أبريل  | سلسلة من التفجيرات تستهدف الشرطة، المسؤولين، الدبلوماسيين، الأعمال التجارية الأجنبية وأهدافا سياحية. |
| 2008  | سبتمبر        | هجوم على السفارة الأمريكية في صنعاء يسفر عن مقتل 18 شخصا بما فيهم ستة من المهاجمين، وإلقاء القبض على ستة من المشتبه بهم.                                                                                                 |
| 2008  | أكتوبر        | الرئيس صالح يعلن إلقاء القبض على أشخاص يشتبه في انتمائهم إلى جماعات إسلامية مسلحة. |
| 2008  | نوفمبر        | جرح خمسة متظاهرين واثنين من الشرطة في إطلاق نار على مظاهرة نظمتها أحزاب اللقاء المشترك المعارض في صنعاء، حيث طالب المحتجون بإصلاحات على النظام الانتخابي وإجراء انتخابات جديدة.                                          |
| 2009  | فبراير        | الحكومة تعلن إطلاق سراح 176 من المشتبه بانتمائهم إلى تنظيم القاعدة لحسن السلوك. |
| 2009  | يونيو         | اختطاف تسعة أجانب في محافظة صعدة والعثور على جثث ثلاث منهم فيما بعد، أما مصير الستة الباقين فلا يزال مجهولا. |
| 2009  | أغسطس         | الجيش اليمني يشن هجوما جديدا على المتمردين الشيعة في محافظة صعدة الشمالية وعشرات الآلاف ينزحون من منازلهم بسبب القتال. انظر نزاع صعدة                                                                                    |
| 2009  | أكتوبر        | اندلاع المواجهات بين المتمردين اليمنيين شمال البلاد والقوات السعودية عبر الحدود بين البلدين. |
| 2009  | نوفمبر        | الحكومة السعودية تقول إنها استعادت السيطرة على منطقة حدودية كان المتمردون اليمنيون قد استولوا عليها. |
| 2009  | ديسمبر        | فرع تنظيم القاعدة في اليمن يعلن مسؤوليته عن محاولة فاشلة لتفجير طائرة أمريكية، والحكومة اليمنية تدعو الغرب للمزيد من الدعم لمحاربة القاعدة.                                                                              |
| 2010  | يناير         | الرئيس اليمني يقول إن حكومته فتحت حوارا مع مسلحي القاعدة. |
| 2010  | فبراير        | الحكومة اليمنية توقع اتفاقا لوقف إطلاق النار مع المتمردين الحوثيين. |
| 2010  | مارس          | المتمردون الحوثيون يفرجون عن 178 أسيرا، بعد أن اتهمتهم الحكومة بعدم الوفاء بشروط الهدنة التي وقعها الجانبان. |
| 2010  | سبتمبر        | الحكومة اليمنية تشن هجوما على الانفصاليين الجنوبيين في محافظة شبوة. |
| 2010  | أكتوبر        | العثور على طرود تحتوي على متفجرات كانت مرسلة من اليمن إلى الولايات المتحدة على متن طائرات شحن. |
| 2011  | يناير         | وزيرة الخارجية الأمريكية هيلاري كلينتون تزور اليمن للتعبير عن قلقها من نشاط القاعدة، وذلك بعد العثور على الطرود المرسلة من اليمن.                                                                                        |
| 2011  | فبراير        | قيام ثورة الشباب اليمنية. |
| 2011  | مارس          | سقوط 54 قتيلا في ساحة الإعتصام بصنعاء فيما عرف بمجزرة جمعة الكرامة. |
| 2011  | مارس          | إعلان حالة الطوارئ وإقالة الحكومة. |
| 2011  | إبريل         | سقوط 13 قتيلا في مسيرة ملعب الثورة. |
| 2011  | مايو          | إحراق ساحة الإعتصام بمدينة تعز على أيدي قوات الأمن والموالين للرئيس علي عبد الله صالح. |
| 2011  | مايو          | اندلاع معركة الحصبة شمال العاصمة صنعاء بين الموالين للشيخ القبلي صادق الأحمر شيخ مشائخ قبائل حاشد أقوى القبائل اليمنية المؤيد للثورة الشبابية وقوات الأمن الموالية للحكومة والرئيس اليمني علي عبدالله صالح.              |
| 2011  | يونيو         | محاولة إغتيال الرئيس علي عبد الله صالح في جامع النهدين ونقله مع عدد من المسؤولين للعلاج بالرياض وعاد بعد ثلاثة أشهر. |
| 2011  | نوفمبر        | توقيع المبادرة الخليجية التي قضت بنقل السلطة من الرئيس علي عبد الله صالح إلى نائبه عبدربه منصور هادي. |
| 2012  | فبراير        | تولي الرئيس عبد ربه منصور هادي منصب الرئاسة. |
| 2013  | مارس          | انطلاق مؤتمر الحوار الوطني. |
| 2014  | يناير         | التوقيع على وثيقة الحوار الوطني الشامل في الجلسة الختامية لمؤتمر الحوار. |
| 2014  | سبتمبر        | اعتصامات على أطراف العاصمة ومظاهرات داخلها للحوثيين احتجاجا على رفع أسعار الوقود. |
| 2014  | سبتمبر        | الحوثيون يسيطرون على صنعاء بعد اشتباكات مع قوات موالية للواء علي محسن الأحمر مستشار الرئيس وفراره للسعودية. |
| 2014  | نوفمبر        | إعلان حكومة الكفاءات برئاسة خالد بحاح بعد اعتراض الحوثيين وأنصار الرئيس السابق على تكليف أحمد عوض بن مبارك بتشكيلها. |
| 2015  | يناير         | الحوثيون يهاجمون القصر الجمهوري ومحاصرة الرئيس بمنزله وفرض الإقامة الجبرية على رئيس الوزراء وعدد من الوزراء انتهت باستقالة الرئيس والحكومة.                                                                              |
| 2015  | فبراير        | إعلان دستوري من الحوثيين بحل البرلمان وإعلان قيام اللجنة الثورية العليا برئاسة محمد علي الحوثي برئاسة البلاد. |
| 2015  | فبراير        | هروب الرئيس من صنعاء إلى عدن وإعلانه التراجع عن استقالته وإعلان عدن عاصمة مؤقتة بينما رفض الحوثيون وأنصار الرئيس السابق خطوات هادي.                                                                                      |
| 2015  | مارس          | تمرد قائد قوات الأمن المركزي بعدن الموالي للحوثيين والرئيس السابق على قرار الرئيس بعزله وحدوث اشتباكات استولت القوات الموالية للأخير على المعسكر والمطار فرد الحوثيون باستهداف قصر المعاشيق (مقر إقامة الرئيس) بالطيران. |
| 2015  | مارس          | التحالف العربي برئاسة السعودية يبدأ عملية عاصفة الحزم وهروب الرئيس للسعودية. |
| 2015  | أبريل         | بدء عملية إعادة الأمل وذلك بعد أن أعلنت قيادة التحالف عن انتهاء عملية "عاصفة الحزم" في اليمن. |
| 2015  | يوليو         | قوات التحالف تبدأ بعملية برية في عدن أطلق عليها اسم "عملية السهم الذهبي". |
| 2016  | أبريل         | شنت قوات التحالف في اليمن عملية عسكرية تحت مسمى "معركة تحرير المكلا" للسيطرة على المدينة من تنظيم القاعدة في جزيرة العرب.                                                                                                |
| 2017  | ديسمبر        | مقتل الرئيس اليمني السابق علي عبدالله صالح على يد الحوثيين. |
| 2019  | أغسطس         | اندلاع معركة عدن (2019) بين قوات المجلس الانتقالي الجنوبي والحكومة اليمنية في عدن |
| 2020  | أبريل         | ظهور أول حالة إصابة بفايروس كورونا في اليمن لمريض يعيش في الشحر بمحافظة حضرموت. |
| 2021  | فبراير        | جماعة الحوثيون يشنون عملية عسكرية جديدة "معركة مأرب" للسيطرة على محافظة مأرب. |
| 2022  | أبريل         | الرئيس اليمني عبدربه منصور هادي يعلن تشكيل مجلس قيادة رئاسي برئاسة رشاد محمد العليمي وعضوية 7 أعضاء بدرجة نائب رئيس، لاستكمال تنفيذ مهام المرحلة الانتقالية، وفوّضه بكامل صلاحياته.                                       |